# Synagoga w Słonimie
Synagoga w Słonimie – synagoga znajdująca się w Słonimie na Białorusi przy ul. Sowieckiej 1.

## Historia
Synagoga została zbudowana w 1642 w stylu wczesnobarokowym. Podczas II wojny światowej synagogę zdewastowali hitlerowcy. Od czasu zakończenia wojny w budynku znajdował się magazyn, a świątynia popadła w ruinę. W 2001 została zwrócona społeczności żydowskiej i rozpoczęto prace restauracyjne.
Murowany budynek synagogi wzniesiono na planie prostokąta, a przez pewien czas pełnił również funkcje obronne. Po stronie południowej i północnej dobudowane są dwie przybudówki, mieszczące prawdopodobnie babińce. Po stronie zachodniej przy wejściu głównym w późniejszym okresie również dobudowano przybudówkę. Obecnie wszystkie pozostają w stanie rozsypującej się ruiny.
Synagoga jest zwieńczona dwuspadowym dachem oraz ozdobiona profilowanym, bogato zdobionym szczytem. We wnętrzu zachowały się cztery filary, między którymi dawniej stała bima.
Do dziś zachowała się synagoga w Różanie będąca kopią bóżnicy słonimskiej.

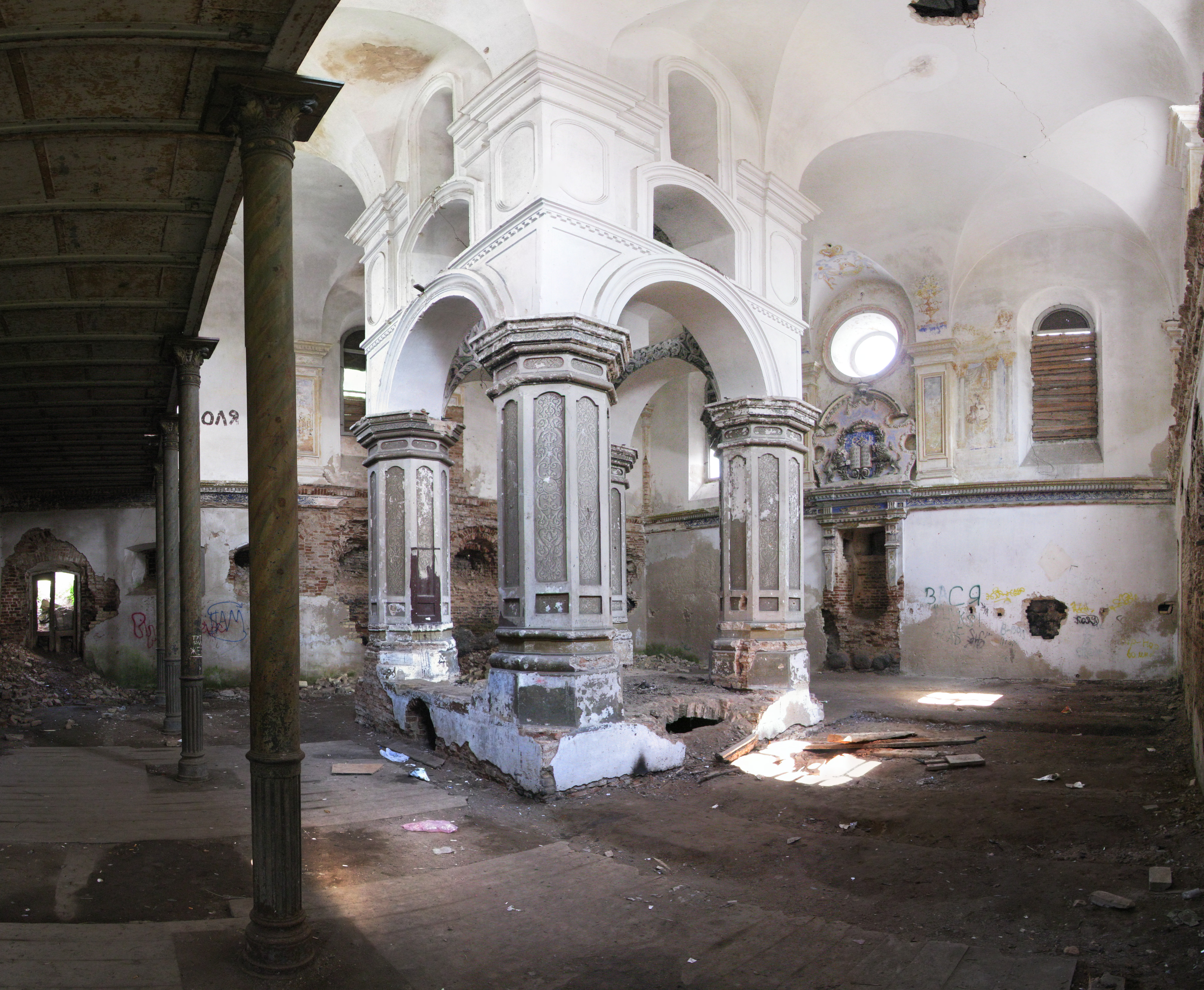
Wnętrze synagogi